# Point Place (Louisiane)
Point Place est une census-designated place de la paroisse des Natchitoches, en Louisiane, aux États-Unis. 